# 蒂夫格拉本
蒂夫格拉本是奥地利上奥地利州弗克拉布鲁克县的一个市镇。总面积38平方公里，总人口3352人，人口密度88.2人/平方公里（2005年）。